# Ахмедов, Хамур Алимович
Хамур Алимович Ахмедов (30 мая 1937, Хасавюрт, Дагестанская АССР — 2009) — советский и российский художник, Заслуженный деятель искусств Чечено-Ингушской АССР (1977), Заслуженный художник Российской Федерации (2002), член Союза художников СССР (1976).

## Биография
В 1944 году был депортирован. В 1958 году окончил школу в Джалал-Абадской области Киргизской ССР. После её окончания служил в армии. В 1964 году окончил Северо-Кавказском лесном техникуме в Северо-Осетинской АССР. В 1969 году окончил Краснодарское художественное училище. В 1970—1994 годах работал в Чечено-Ингушских художественно-производственных мастерских Художественного фонда РСФСР.
С 1971 года начал участвовать в различных выставках. В 1976 году был делегатом IV съезда художников РСФСР в Москве. В 1976—1987 годах был председателем правления Союза художников Чечено-Ингушской АССР. В 1981 году был делегатом V съезда художников РСФСР и членом редакционной комиссии съезда. В том же году участвовал в V съезде художников СССР в Москве. В 1987 году был делегатом VI съезда художников РСФСР, где был избран в состав правления Союза художников РСФСР. В 1988 году участвовал в работе VII съезда художников СССР в Москве. Автор государственной валюты Ичкерии.

## Награды и звания
- Заслуженный деятель искусств Чечено-Ингушской АССР (1977)[1];
- Заслуженный деятель искусств Чеченской Республики (1986[что?])[1];
- Заслуженный художник Российской Федерации (2002)[1];
- Серебряная медаль Союза художников России «Духовность, традиции, мастерство»[1].